# Moss Force
Koordinaten: 54° 32′ 44″ N, 3° 14′ 56″ W

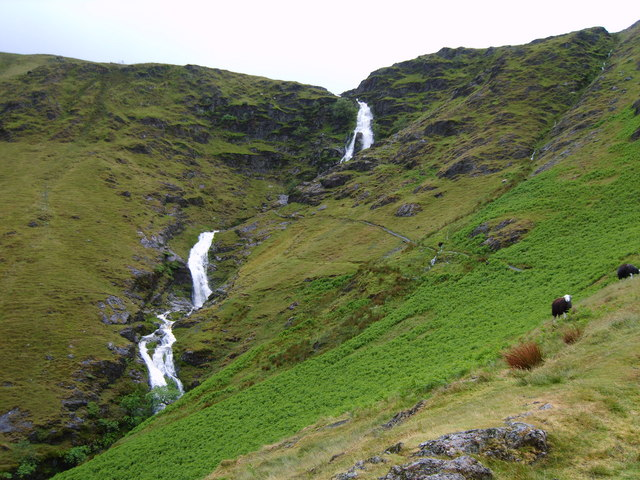
Moss Force

Moss Force (auch Newlands Hause Wasserfall) ist ein Wasserfall im Lake District, Cumbria, England. Der Wasserfall liegt im Verlauf des Keskadale Beck unterhalb des Buttermere Moss westlich des Robinson Fell und stürzt den Berg zum Newlands Pass hinab, von wo aus er gut zu erreichen ist.
Der Wasserfall fällt in drei Stufen eine Gesamthöhe von 100 m hinab. Im Winter ist es möglich an dem Wasserfall Eisklettern zu praktizieren. Die Strecke wird dabei ebenfalls in drei Teilabschnitte geteilt, die einen Schwierigkeitsgrad von WI3 haben.
Der Lake Poet Samuel Taylor Coleridge beschrieb den Wasserfall in einem Brief an Sara Hutchinson als ein Abbild des „Schatten Gottes und der Welt“.